# 聖公會聖紀文小學
聖公會聖紀文小學（英語：SKH St. Clement's Primary School），簡稱SKHSCPS，為一所男女合校小學，位於香港九龍長沙灣幸福街5號，於1969年創校，屬於政府資助型小學。本校的下午校與聖公會基愛小學下午校於2005年遷往長沙灣道的新校舍，並合併為聖公會基福小學。而上午校繼續在原址上課。學校由半日制正式轉為全日制。
現任校長為馬俊江先生，校監為蘇啟明先生。

## 歷任校長
- 第一任：劉雪峰先生
- 第二任：劉筱基女士
- 第三任：林浩基先生
- 第四任：曾仲然先生
- 第五任：張國光先生
- 第六任：陳志榮先生
- 第七任：何啟安先生
- 第八任：曹潤冰女士
- 第九任：鄺潤歡女士
- 第十任：馬俊江先生 (現任)

## 歷任校監
- 第一任：李守正牧師
- 第二任：黎韋潔蓮女士
- 第三任：李乃元先生[2]
- 第四任：周岐伯先生
- 第五任：曾慶松先生
- 第六任：蘇啟明先生（現任）

## 學校歷史
1860年：「英國海外傳道會」(Church Missionary Society [ 簡稱C.M.S])委派傳教士東來傳教。由於當時婦女鮮有接受教育的機會，其中一位傳教士白思德女士於香港島設立了多間以她名字為校名的學校，教授各區婦女。
1876年：為記念白女士的功績，將曾被燒毀後重建於荷李活道的一所學校命名為白思德紀念學校。這所學校即是今天聖馬太小學的前身，亦是聖公會第一間小學。
1881年至1931年：又先後共創設十三所學校，學生達數千餘人。第二次世界大戰爆發後，校務因戰爭而有所停頓。
1887年：聖公會把教育服務拓展至九龍，創辦「土瓜灣聖公會學校」於浙江街，略具雛型。聖公會聖提摩太小學之前身，也是九龍區的第一所聖公會小學。
1945年8月：戰爭結束，香港重光。隨後幾年，大陸各省人士多來港營生，人口亟增，學童人數亦隨之增長。當時，何明華會督對學童教育極表關懷，遂請施玉麒牧師領導辦理復校工作。
1960年：李會吏長為失學兒童光學的理念，得到何明華主教的認同，由教會擔任辦學團體的角色，向政府提出要求撥地興建校舍。新校舍建於1960年代初的長沙灣填海地上，校舍落成，學校從天台校舍搬到如今的校址。首任校監李守正牧師，就是李會吏長的公子；並由劉雪峰先生擔任首任總校長。
1969年：學校自1969年創辦，學校落成後，周圍的環境，並不是設立學校的理想地點，幸賴劉總校長頻密的家訪，向附近的居民推介，經過了幾年艱苦的歲月，聖紀文才能成為這區一所有名的學校，學生數目日漸上升。
2002年：聖公會小學監理委員會積極響應教育局將全港小學逐步轉為全日制辦學之計劃，為屬下半日制小學研究轉制的推行方案。在小學監理委員會帶領下，聖公會基愛小學及聖公會聖紀文小學兩校校董會決定聯合編寫辦學計劃書，向教育局申請新校舍，籌建一所大型的全日制小學，合併兩校下午校，供學生繼續學業。不負所望，二零零二年校董會成功獲教育局分配了一所位於深水埗的新校舍。為了感謝上主基督的厚恩，而學校正好座落幸福邨旁，遂將新校命名為聖公會基福小學。
2005年9月：本校下午校與聖公會基愛小學下午校遷往長沙灣道的新校舍，並合併為聖公會基福小學。而上午校繼續在原址上課。學校由半日制正式轉為全日制。
2022年9月：聖公會小學監理委員會委派中華傳道會呂明才小學現任校長馬俊江先生 接替退休本校校長鄺潤歡女士職位。

### 校徽
聖公會聖紀文小學校徽由圖案和文字組成 : 圖案為鴿子和一點紅火。中央上方為校名「聖紀文」
| 鴿子     | 根據聖經在馬太福音第3章15,16節記載當耶穌基督在約旦河受浸，從水裡上來時，天開了，施浸者約翰看見聖靈好像鴿子降在耶穌基督身上，而耶穌基督受到膏立執行耶和華上帝的旨意。                                             |
| 一點紅火 | 在使徒行傳第2章1-3節記述了在公元33年五旬節那天，有一百二十位門徒聚在一處，突然有像刮烈風的響聲從天上傳來，而後來更見到火一樣的舌頭分別停在各門徒的頭上，各人就充滿聖靈，照著聖靈賜給他們的話，說起不同的外語來。 |

校徽上的鴿子和一點紅火象徵聖靈降臨和能力，使本校全體員生滿有能力，為耶和華上帝效勞，貢獻社會。

### 學制
绝大部分上课日以全日制上課。每周上課5天，星期一至四上課九節，星期五上課八節 , 每節35分鐘，星期五最尾一節為70分鐘，星期五的最後一節課是聽講座或做活動或做午會或上成長課。星期一至五上課時間為上午八時正，下課時間為下午三時十五分 。

## 辦學團體
本校辦學團體為聖公宗（香港）小學監理委員會有限公司。

## 辦學宗旨
1. 協助兒童快樂成長，發展潛能，成為人才，貢獻社會。
2. 培育學生品德修養，建立健全品格。
3. 推行優質全人教育，學效耶穌，愛神愛人。
4. 本著「非以役人，乃役於人」的基督精神，均衡發展學生德、智、體、群、美、靈六育。

## 校訓
本校校訓為「非以役人 乃役於人」。

## 聖公會小學校歌
美哉我聖公會學校，林立港九，遠近蜚聲，本主基督博愛精神，樂聚群英。
格我以誠，導我以正，仁義為準，道德為繩， 良師益友切磋礪，培育心靈。
節儉習慣養成，刻苦精神充盈，德、智、體、群、美，應與日俱增。
乃役於人，仰我校訓，學子自當拳拳服膺，努力前程，修身立行，榮耀我主名。

## 校舍設施
本校校舍樓高七層，除設有標準課室25間外，還有視覺藝術室、資訊科技室、中央圖書館、音室、學生活動室、英語室、操場及禮堂等。

## 學校活動

### 開設科目
- 小一至小三

　以中文授課：數學、常識、音樂、體育、視覺藝術、資訊科技、宗教、圖書館課 （已取消）、導修課
　以英文授課：英國語文
以普通話授課：中國語文、普通話
- 小四至小六

　以中文授課：中國語文、數學、常識、音樂、體育、視覺藝術、資訊科技、宗教、圖書館課（已取消）
　以英文授課：英國語文、數學（小六下學期）
以普通話授課：普通話

## 著名/傑出校友
- 林利：香港男藝人
- 陳展鵬：香港演員及歌手（1989年上午校）
- 蕭正楠：香港演員及歌手（1989年上午校）
- 伍慧珊：香港女演員（1989年下午校）
- 唐詩詠：香港女演員
- 姚子羚：香港女演員
- 馮嘉橋：香港廚師 (無綫電視節目「鬼馬教煮」及now寬頻電視節目「煮角」主持)

## 交通

### 鄰近
- 幸福邨
- 元洲邨
- 幸俊苑
- 長沙灣消防局
- 浸信會愛羣社會服務處培殷幼兒學校
- 旅港開平商會學校
- 聖公會基福小學
- 長沙灣天主教英文中學
- 長沙灣臨時家禽批發市場
- 深水埗運動場
- 香港專業教育學院黃克競分校
- 長沙灣體育館
- 貿易廣場
- █  荃灣綫：長沙灣站

## 注腳
1. ↑  .  深水埗區. 家庭與學校合作事宜委員會.   [2022-04-25]. （原始内容存档于2022-03-08） （中文（繁體））.
2. ↑  盧子健、何安達. . 天地圖書. 1994: 109.
3. 1 2  .   [2017-08-28]. （原始内容存档于2017-05-06）.
4. 1 2  .   [2017-08-28]. （原始内容存档于2017-01-19）.
5. 1 2  .   [2017-08-28]. （原始内容存档于2016-10-05）.
6. 1 2  .   [2017-08-28]. （原始内容存档于2016-10-26）.
7. 1 2  .   [2017-08-28]. （原始内容存档于2016-09-27）.
8. ↑  .   [2017-08-28]. （原始内容存档于2016-09-20）.